# Big Lake (Tasmanien)
Big Lake ist ein See bei Surprise Bay auf King Island im australischen Bundesstaat Tasmanien.
Der See ist 1,5 Kilometer lang und 400 Meter breit.